# 日曜ゴールデン特版
『日曜ゴールデン特版』（にちようゴールデンとくばん）は、1984年10月28日から1985年3月24日までTBS系列局で放送されていたTBS製作の情報番組である。全19回。放送時間は毎週日曜 20:00 - 20:54 （日本標準時）。
毎回さまざまな話題をユニークな取材映像で紹介していた番組。司会は、前番組『諸君!スペシャルだ』から引き続き森本毅郎が務めていた。

## サブタイトル
1. 世界の殺人鬼！ヘンリー・ルーカス
2. 森本哲郎・毅郎の幻想行（森本兄弟のサハラ砂漠取材）
3. 世界初公開！中国ハルピン監獄
4. ロスの唄・それぞれの秋（ロサンゼルスオリンピック関連番組）
5. 世界!!ベストホテル
6. 日本人と鯨
7. 疑惑!?聖徳太子像
8. 大学特集“ザ・早稲田”
9. 聖域-伊勢神宮
10. これがソ連軍だ！
11. 地獄のサバイバル（病気に関する情報）
12. 日本プロ野球・青い目の助っ人ガイジン大研究
13. 本番続出!!おやじの爆笑傑作大調査
14. 人は下着でつくられる
15. 世界のリゾートホテル
16. 驚異の映像SFX
17. 緊急！衝撃のエチオピア飢饉地帯 阿川佐和子現地からの報告
18. 舞踏会への招待状
19. 謎の浮世絵

参考：朝日新聞